# Santa Lucía La Reforma
Santa Lucía La Reforma – miasto na południowym zachodzie Gwatemali, w departamencie Totonicapán. Według danych statystycznych z 2012 roku liczba mieszkańców wynosiła 2 503 osób. 
Santa Lucía La Reforma leży około 45 km na północ od stolicy departamentu – miasta Totonicapán. Miejscowość leży na wysokości 1832 metrów nad poziomem morza, w górach Sierra Madre de Chiapas.

## Gmina Santa Lucía La Reforma
Miejscowość jest także siedzibą władz gminy o tej samej nazwie, która jest jedną z ośmiu gmin w departamencie. W 2010 roku gmina liczyła 22 296 mieszkańców. Gmina jak na warunki Gwatemali jest średniej wielkości, a jej powierzchnia obejmuje 212 km². Mieszkańcy gminy utrzymują się głównie z uprawy roli.  W rolnictwie dominuje uprawa pszenicy, kukurydzy, fasoli, ziemniaków,  i pomidorów. Na terenach gminy o umiarkowanym klimacie produkuje się drzewa owocowe, np. awokado, czy też znane w Gwatemali ze względu na rozmiar i aromat limonki.